# Cia Fornaroli
Cia Fornaroli, nascuda Lucia Fornaroli, (Milà, 16 d'octubre de 1888 - Riverdale (Nova York), 16 d'agost de 1954) va ser una ballarina, coreògrafa i actriu italiana.

## Biografia
Cia Fornaroli era filla de Giovanni Fornaroli i Santina Volonté. Va estudiar dansa a l'Escola de Ballet del Teatro alla Scala i va aparèixer com a solista a Iris, de Mascagni, i a I vespri siciliani, de Verdi.
Els seus mestres van ser Caterina Beretta, Adelaide Viganò, Achille Carnesecchi Coppini i Raffaele Grassi, amb qui es va graduar el 1910. Posteriorment va prendre classes magistrals d'Enrico Cecchetti, convertint-se en una de les seves alumnes predilectes.
El seu debut als Estats Units va tenir lloc a la temporada 1910-1911, quan es va traslladar a Nova York per actuar com a primera ballarina al Metropolitan Opera House, on va romandre fins a 1914. Posteriorment va participar en diverses gires, al Teatre Principal de Barcelona, el Teatro Real de Madrid, i a Amèrica del Sud, en particular al Teatre Colón de Buenos Aires, amb la companyia d'Anna Pavlova, també alumna de Cecchetti. En acabar la Primera Guerra Mundial, el 1918, va tornar a Itàlia, on mentrestant, gràcies també a la intervenció d'Arturo Toscanini, La Scala havia reobert, per participar en la preestrena de la comèdia mimo-simfònica en un preàmbul i un acte Il carillon màgico, de Riccardo Pick-Mangiagalli, sota la direcció de Tullio Serafin. La seva interpretació del paper de Pierrot va ser molt aplaudida, tant que l'any següent l'espectacle es va tornar a representar al Teatre Costanzi de Roma, aquesta vegada amb Fornaroli en el paper de Colombina.

### Actriu de cinema
El 1916 Fornaroli s'havia traslladat a Roma, encara que de manera intermitent, per participar en algunes pel·lícules com a actriu. Entre aquestes hi havia Cura di baci, I fioretti di San Francesco (1916), Nellina (1917), Frou-Frou (1918), amb Francesca Bertini, L'oppio e l'ira (1919) i Haydée (1923) en què va participar el Ballet del Teatro alla Scala.

### Tornar als orígens
El 1922 va tornar a La Scala per a la temporada 1922-1923 com a ballarina i coreògrafa. Entre moltes podem esmentar la interpretació de Pick-Mangiagalli (1923) de Mahit, coreografiada per ella mateixa. El mateix any va participar en una producció de la Volksoper de Viena i el 1924 va participar en una temporada d'òpera a Viena i Berlín.
A la temporada 1923-1924 de La Scala va interpretar Louise, de Charpentier (1923), que va coreografiar, i també va coreografiar els cos de ball de l'Orfeo ed Euridice (1924), de Gluck. El 1924 va interpretar Sakùntala, d'Alfano, i Nerone, de Boito, sota la direcció de Toscanini. La temporada 1924-1925 va protagonitzar Il Convento Veneziano, d'Alfredo Casella, un gran èxit personal de Fornaroli, malgrat el fracàs parcial del ballet.

### Òperes
Com a prima ballarina va participar en moltes òperes, com La traviata, Aida, Orfeo ed Euridice (1925), El carilló màgic, Carmen, Kovancina, La bellesa i el monstre, de Luigi Ferrari Trecate, Nero i Petrushka, de Stravinsky (1926). Petrushka es va repetir la temporada següent el 20 de març de 1927 amb la participació extraordinària d'Enrico Cecchetti, en la part del «vell xarlatà». El 10 de gener de 1928 va interpretar amb gran èxit el ballet Vecchia Milano, de Franco Vittadini. El 15 de març de 1928 va interpretar el paper de la Sulamita a La llegenda de Joseph, de Richard Strauss, estrena mundial a Itàlia, sota la direcció del mateix autor.

### Professora de dansa
El 1929 va succeir Cecchetti com a directora de l'Escola de Ballet del Teatre de la Scala, fins al 1933, sense abandonar, però, el ballet com a protagonista. D'aquesta època daten algunes de les seves interpretacions més vives, entre les quals destaca el ballet Casanova a Venezia, de Pick-Mangiagalli (1929), en el qual va aportar una animada interpretació del segle XVIII, i Les mil i una nits, de Victor De Sabata, el 20 de gener de 1931, que va ser un gran èxit.
El 1933 va deixar La Scala i va ensenyar al Festival de Música de Venècia. Més tard va fundar la Companyia Italiana de Ballet de San Remo, reclutant majoritàriament ballarins de La Scala. Per a la seva companyia va coreografiar obres de compositors italians, afavorint la música contemporània; inclouen Els ocells, d'Ottorino Respighi, Histoire d'un Pierrot i Berceuse, tots dos de Pick-Mangiagalli.
El 1940 es va veure obligada a marxar d'Itàlia juntament amb el seu marit, Walter Toscanini (amb qui va tenir el seu fill Walfredo), fill del famós director, a causa de divergències polítiques irreconciliables amb el règim feixista, i es va instal·lar a Nova York, on va continuar ensenyant dansa. Primer a l'American Ballet Theatre de Nova York, l'institut nord-americà més important i, posteriorment, del 1944 al 1946, va dirigir l'Escola de Dansa Clàssica - Mètode Cecchetti de Nova York. Va morir a causa d'una llarga malaltia, que l'havia deixada immòbil durant dos anys, a Riverdale, prop de Nova York.

### El seu fons
Va deixar a la Biblioteca Pública de Nova York el seu fons, un gran patrimoni sobre la dansa i la seva activitat artística: més de tres mil llibres i deu mil llibrets, partitures, manuscrits, gravats, cartells, fotografies, retalls de diari, objectes i cartes que col·leccionà al llarg de la vida i que documenten la història de la dansa italiana des del Renaixement fins a principis del segle xx.

## Alumnes destacades
De les seves ensenyances, que sempre es van basar en les rebudes de Cecchetti, van sorgir moltes ballarines i ballarins que més tard es van fer famoses, entre les quals:
- Nives Poli
- Attilia Radice
- Teresa Legnani
- Regina Colombo
- Wanda Nardi
- Bice Del Frate